# أليدا شفايتزر
أليدا شفايتزر (و. 1938  م) هي عازفة بيانو من البرازيل، وبولندا، ولدت في لاغوس، تستخدم آلات بيانو.

## التعليم
تعلمت في Chopin University of Music ‏.

## روابط خارجية
- أليدا شفايتزر على موقع ميوزك برينز (الإنجليزية)
- أليدا شفايتزر على موقع ديسكوغز (الإنجليزية)